# Léopold Duzas
Léopold Merle, dit Duzas, né à Connaux le 23 mars 1857 et mort à Nîmes le 24 août 1918, est un artiste lyrique ténor français.

## Biographie
Léopold est le fils d'Elzéard Merle et Marie-Thérèse Duzas, tous les deux nés à Connaux.
En 1886, il est élève au conservatoire de Paris dans les classes de Romain Bussine, Louis-Henri Obin et Léon Achard. En 1887, il obtient le 2e prix dans le concours opéra et 2e accessit dans celui de l'opéra comique. Il prend alors comme nom d'artiste Léopold Duzas,.
Il commence sa carrière scénique de ténor en Belgique à la Monnaie de Bruxelles, puis est engagé au théâtre royal d'Anvers,,.
Il interprète des œuvres d'Édouard Lalo, Jules Massenet et Richard Wagner.
Léopold Merle et son épouse Caroline née Froyé (1858-1916) ont cinq enfants : Louis (1889-1917), prêtre né à Anvers décédé à Nîmes, André (1890-1926), né à Connaux, capitaine d'infanterie mort pour la France au cours de la guerre du Rif, Marie-Thérèse (1892-1984), née à Paris décédée à Nîmes, Henri (1894-1979), né à Anvers, décédé à Lyon et Marguerite (1897-1978), née à Anvers, décédée à Nîmes.
La Première Guerre mondiale provoque un exode de la population belge vers le Midi de la France, notamment le département du Gard où la famille Merle-Duzas s'est également repliée avec quatre des enfants. Ils s'impliquent alors dans l'aide aux réfugiés belges. Louis Merle-Duzas est aumônier catholique ainsi que son collègue Maquinay, à l'hôpital militaire belge des thermes de Cauvalat situé à Avèze.

## Œuvre
Léopold Merle-Duzas a notamment publié L'art de bien parler, imprimerie de Vlijt, 1908, Anvers et Chez Simon le lépreux,.